# Główne Miasto

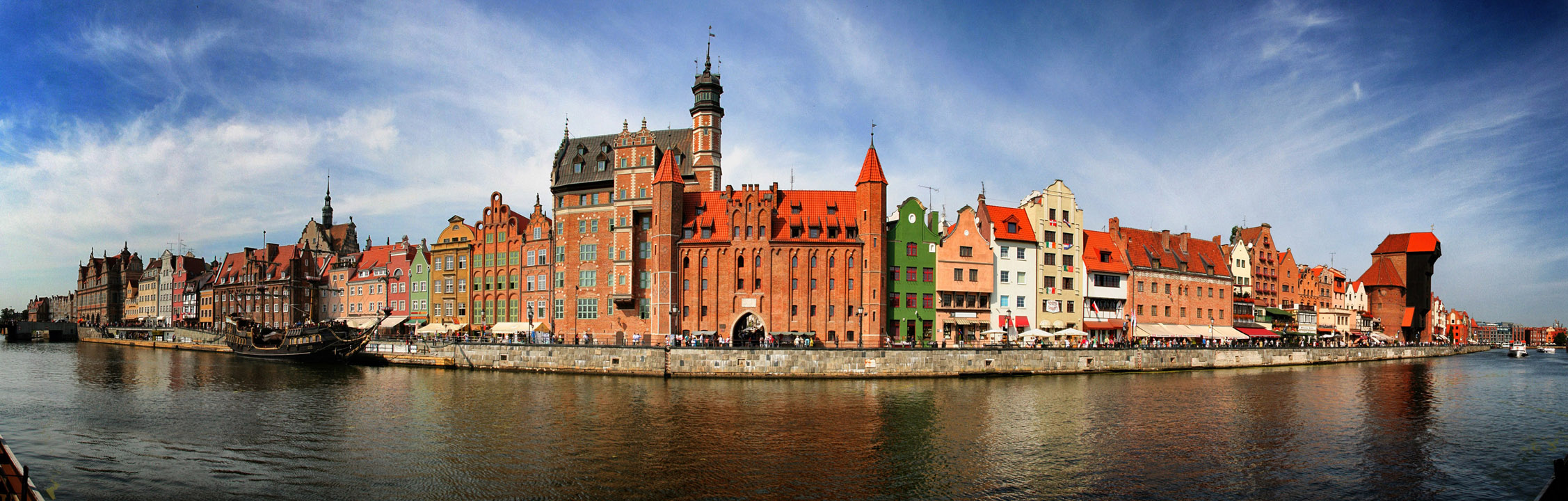
Thành phố Main nhìn từ khắp Motława

Thành phố Chính (tiếng Ba Lan: Główne Miasto, tiếng Đức: Rechtstadt) là phần trung tâm, lịch sử của quận Sńródmieście của Gdańsk. Không giống như Phố cổ và Thị trấn mới, khu vực này được xây dựng lại sau Thế chiến thứ hai và bao gồm một số di tích lịch sử nổi tiếng nhất của thành phố, bao gồm Nhà thờ Đức Mẹ Maria, Cổng vàng, Tòa án Artus, Tòa thị chính, Đường Hoàng gia, Ngõ dài và Chợ dài.
Thành phố Chính nằm ở bờ phía tây của sông Motława. Nó được bao quanh bởi Phố cổ ở phía bắc, Stare Przingmieście ở phía nam, quận Nowe Ogrody ở phía đông và Đảo Granary ở phía đông, qua Motława.
Nó được thành lập vào năm 1343 bởi các Hiệp sĩ Teutonic, người đã sở hữu khu vực này vào năm 1308. Chính thức là một khu định cư riêng biệt từ thành phố lân cận (từ đó được gọi là Phố cổ), nơi này được cai quản với Luật Kulm, và được cai trị riêng cho đến năm 1457, khi vua Casimir IV của Ba Lan trao cho thị trấn đặc quyền thị trấn vĩ đại, hợp nhất Thành phố Chính với Phố cổ và vùng ngoại ô Osiek. Từ đó trở đi, Thành phố Chính đã chia sẻ lịch sử của nó với phần còn lại của Gdańsk. Vào thế kỷ 19, nhiều ngôi nhà ở phần lớn thời kỳ trung cổ và phục hưng của Gdańsk đã nhận được các diện mạo hồi sinh kiểu Gothic mới theo xu hướng ở Đức buộc phong cách này theo "tinh thần Đức".